# Шведско-норвешки рат
Шведско-норвешки рат вођен је 1814. године између Шведске и Норвешке. Завршен је поразом Норвежана и стварањем Шведско-норвешке уније.

## Увод
Миром у Килу од 14. јануара 1814. године, дански суверенитет над Норвешком прелази на шведског краља Карла XIII. Међутим, представници норвешке Уставотворне скупштине 10. априла-17. маја 1814. године проглашавају Норвешку слободном и независном уставном монархијом.
Шведска почиње ратне припреме. Она има надмоћност у копненим снагама (око 45 500) и ратној морнарици над Норвешком чије копнене снаге броје само 26 300 људи.

## Рат
Главнина шведских снага прелази 28. јула 1814. године норвешку границу и предузима дејства на реци Гломену, а помоћне снаге упућене су ка тврђави Фредрикста. Након краће копнене и поморске блокаде, тврђава Фредрикста је 4. августа заузета, што је омогућило главнини шведских снага да избије на реку Гломен и разбије Норвежане на положајима западно од реке.

## Крај рата
После форсирања реке Гломен, Швеђани (око 37 000 људи) су наставили дејства ка северозападу и приморали противника на опште повлачење. Због опасности од окружења и уништавања главнине снага, Норвешка је 14. августа закључила примирје. Посебним споразумом од 20. октобра 1814. године основана је шведско-норвешка унија (1814—1905) која је потврђена 6. августа 1815. године. Норвешка је признала шведској посед тврђаве Фредрикста као и дела пограничне области Норвешке. Бернадот, од 1818. шведски краљ Карло XIV, признао је норвешки Утав из 1814. године са супштином на бази широко изабраног представништва. Енгелс пише о том уставу као најдемократскијем у тадашњој Европи.